# Giovanni Guglielmo Friso d'Orange
Giovanni Guglielmo Friso d'Orange, Principe di Nassau-Dietz (Dessau, 4 agosto 1687 – Moerdijk, 14 luglio 1711), divenne Principe di Orange nel 1702.

## Biografia
Giovanni Guglielmo Friso d'Orange fu Statolder di Frisia sino alla sua morte, nel 1711. Egli era figlio del Principe Enrico Casimiro II di Nassau-Dietz e della moglie Enrichetta Amalia di Anhalt-Dessau, ed era un membro del Casato di Nassau e per disposizioni testamentarie di Guglielmo III divenne il progenitore della nuova linea degli Orange-Nassau.
Alla morte di Guglielmo III d'Orange, diretto discendente di Guglielmo il Taciturno, la seconda linea di Orange si estinse e Giovanni Guglielmo Friso, discendente in linea maschile da Giovanni VI di Nassau-Dillenburg, fratello di Guglielmo "il Taciturno" e discendente per linea femminile da Federico Enrico, nonno di Guglielmo III, pretendente alla successione come Statolder in tutte le sue province. Questo gli fu proibito da una fazione pubblica dei Paesi Bassi.
Le cinque province su cui governò Guglielmo III — Olanda, Zelanda, Utrecht, Gheldria e Overijssel — tutte sospendevano lo status di Statolder alla morte di Guglielmo III stesso. Le rimanenti due province — Frisia e Groninga — non vennero mai governate da Guglielmo III, e continuarono ad essere un'entità separata dal ruolo di Statolder, vennero governate da Giovanni Guglielmo Friso. Egli fondò la terza Casa di Orange, che continua tutt'oggi nella persona del Re Guglielmo Alessandro dei Paesi Bassi. Il figlio di Giovanni Guglielmo Friso, Guglielmo IV, ad ogni modo, divenne Statolder di tutte le Sette le Province Unite.
Dal momento che l'erede di Guglielmo III in linea femminile era Federico I di Prussia, anch'egli prese parte successivamente all'eredità (ottenendo ad esempio Lingen). Per volontà di Guglielmo III, Friso ottenne in eredità il Principato d'Orange. Ad ogni modo, il Re prussiano Federico I pretese dal canto suo il Principato d'Orange nella Valle del Rhone, che cedette in seguito alla Francia.

## Carriera militare
Quando raggiunse l'età adulta, Giovanni Guglielmo Friso divenne Generale delle truppe olandesi durante la Guerra di successione spagnola, sotto il comando di John Churchill, Duca di Marlborough, e si distinse come ufficiale competente. Il suo prestigio contribuì indubbiamente alla sua elezione a Statolder delle altre cinque province.
Nel 1711, viaggiando dal fronte belga verso L'Aia, malgrado il pessimo tempo, egli insistette per attraversare l'Hollandsch Diep durante una terribile tempesta. La nave su cui Giovanni Guglielmo Friso viaggiava affondò e il Principe morì annegato. Suo figlio nacque sei settimane dopo la sua morte.

## Matrimonio
Il 26 aprile 1709, egli sposò la langravina Maria Luisa d'Assia-Kassel (1688-1765), figlia del Langravio Carlo I d'Assia-Kassel e nipote di Giacomo Kettler, Duca di Curlandia. La coppia ebbe due figli:
- Anna Carlotta Amalia (1710-1777), sposò nel 1727 il Principe Federico di Baden-Durlach (1703-1732);
- Guglielmo (1711-1751), sposò nel 1734 la Principessa Anna di Gran Bretagna (1709-1759).

Guglielmo Friso detiene la posizione di essere il più recente antenato comune a tutte le famiglie reali europee attualmente in carica.

## Ascendenza
|                                      |                                    |                                     | Genitori                                |  |  | Nonni |  |  | Bisnonni                         |  |  | Trisnonni                        |  |
|                                      |                                    |                                     |                                         |  |  |       |  |  | Ernesto Casimiro di Nassau-Dietz |  |  | Giovanni VI di Nassau-Dillenburg |  |
|                                      |                                    |                                     |                                         |  |  |       |  |  | Ernesto Casimiro di Nassau-Dietz |  |  | Giovanni VI di Nassau-Dillenburg |  |
|                                      |                                    | Elisabetta di Leuchtenberg          |                                         |  |  |       |  |  | Ernesto Casimiro di Nassau-Dietz |  |  |                                  |  |
| Guglielmo Federico di Nassau-Dietz   |                                    |                                     |                                         |  |  |       |  |  | Ernesto Casimiro di Nassau-Dietz |  |  |                                  |  |
|                                      |                                    | Sofia Edvige di Brunswick-Lüneburg  | Enrico Giulio di Brunswick-Wolfenbüttel |  |  |       |  |  |                                  |  |  |                                  |  |
|                                      |                                    | Sofia Edvige di Brunswick-Lüneburg  | Enrico Giulio di Brunswick-Wolfenbüttel |  |  |       |  |  |                                  |  |  |                                  |  |
|                                      |                                    | Sofia Edvige di Brunswick-Lüneburg  | Elisabetta di Danimarca                 |  |  |       |  |  |                                  |  |  |                                  |  |
| Enrico Casimiro II di Nassau-Dietz   |                                    | Sofia Edvige di Brunswick-Lüneburg  |                                         |  |  |       |  |  |                                  |  |  |                                  |  |
|                                      |                                    | Federico Enrico d'Orange            | Guglielmo I d'Orange                    |  |  |       |  |  |                                  |  |  |                                  |  |
|                                      |                                    | Federico Enrico d'Orange            | Guglielmo I d'Orange                    |  |  |       |  |  |                                  |  |  |                                  |  |
|                                      |                                    | Federico Enrico d'Orange            | Louise de Coligny                       |  |  |       |  |  |                                  |  |  |                                  |  |
| Albertina Agnese d'Orange            |                                    | Federico Enrico d'Orange            |                                         |  |  |       |  |  |                                  |  |  |                                  |  |
|                                      |                                    | Amalia di Solms-Braunfels           | Giovanni Alberto I di Solms-Braunfels   |  |  |       |  |  |                                  |  |  |                                  |  |
|                                      |                                    | Amalia di Solms-Braunfels           | Giovanni Alberto I di Solms-Braunfels   |  |  |       |  |  |                                  |  |  |                                  |  |
|                                      |                                    | Amalia di Solms-Braunfels           | Agnese di Sayn-Wittgenstein             |  |  |       |  |  |                                  |  |  |                                  |  |
| Giovanni Guglielmo Friso d'Orange    |                                    | Amalia di Solms-Braunfels           |                                         |  |  |       |  |  |                                  |  |  |                                  |  |
|                                      | Giovanni Casimiro di Anhalt-Dessau | Giovanni Giorgio I di Anhalt-Dessau |                                         |  |  |       |  |  |                                  |  |  |                                  |  |
|                                      | Giovanni Casimiro di Anhalt-Dessau | Giovanni Giorgio I di Anhalt-Dessau |                                         |  |  |       |  |  |                                  |  |  |                                  |  |
|                                      | Giovanni Casimiro di Anhalt-Dessau | Dorotea del Palatinato-Simmern      |                                         |  |  |       |  |  |                                  |  |  |                                  |  |
| Giovanni Giorgio II di Anhalt-Dessau | Giovanni Casimiro di Anhalt-Dessau |                                     |                                         |  |  |       |  |  |                                  |  |  |                                  |  |
|                                      |                                    | Agnese d'Assia-Kassel               | Maurizio d'Assia-Kassel                 |  |  |       |  |  |                                  |  |  |                                  |  |
|                                      |                                    | Agnese d'Assia-Kassel               | Maurizio d'Assia-Kassel                 |  |  |       |  |  |                                  |  |  |                                  |  |
|                                      |                                    | Agnese d'Assia-Kassel               | Giuliana di Nassau-Dillenburg           |  |  |       |  |  |                                  |  |  |                                  |  |
| Enrichetta Amalia di Anhalt-Dessau   |                                    | Agnese d'Assia-Kassel               |                                         |  |  |       |  |  |                                  |  |  |                                  |  |
|                                      |                                    | Federico Enrico d'Orange            | Guglielmo I d'Orange                    |  |  |       |  |  |                                  |  |  |                                  |  |
|                                      |                                    | Federico Enrico d'Orange            | Guglielmo I d'Orange                    |  |  |       |  |  |                                  |  |  |                                  |  |
|                                      |                                    | Federico Enrico d'Orange            | Louise de Coligny                       |  |  |       |  |  |                                  |  |  |                                  |  |
| Enrichetta Caterina d'Orange         |                                    | Federico Enrico d'Orange            |                                         |  |  |       |  |  |                                  |  |  |                                  |  |
|                                      |                                    | Amalia di Solms-Braunfels           | Giovanni Alberto I di Solms-Braunfels   |  |  |       |  |  |                                  |  |  |                                  |  |
|                                      |                                    | Amalia di Solms-Braunfels           | Giovanni Alberto I di Solms-Braunfels   |  |  |       |  |  |                                  |  |  |                                  |  |
|                                      |                                    | Amalia di Solms-Braunfels           | Agnese di Sayn-Wittgenstein             |  |  |       |  |  |                                  |  |  |                                  |  |
|                                      |                                    | Amalia di Solms-Braunfels           |                                         |  |  |       |  |  |                                  |  |  |                                  |  |